# Некрасова, Евгения Игоревна

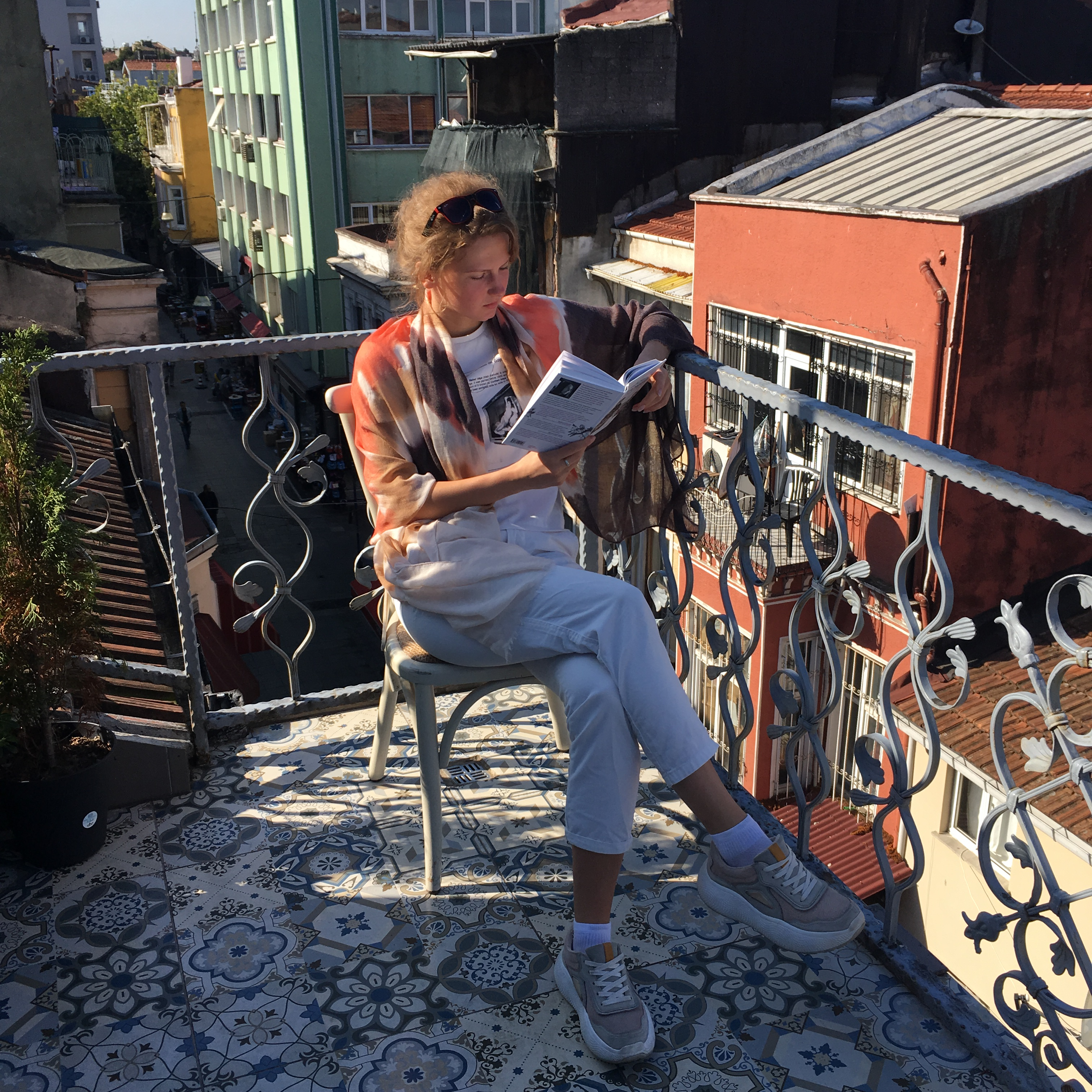
Книга «Сестромам» Евгении Некрасовой. Стамбул. Акция «практики чтения» Библиотеки Некрасова с Еленой Семягиной. 2019

Евгения Игоревна Некрасова (род. 2 апреля 1985 года, Капустин Яр) — российская писательница и сценаристка, автор романа «Калечина-Малечина», цикла прозы «Сестромам. О тех, кто будет маяться», романа «Кожа» и сборника рассказов, повестей и поэм «Домовая любовь». По мнению некоторых критиков- основательница «магического пессимизма» в русской литературе.

## Биография
Некрасова родилась в городе Капустин Яр (сейчас Знаменск) Астраханская область в 1985 году. Выросла в Подмосковье в Подольском районе. Окончила школу имени Дмитрия Холодова. Работала копирайтером в московских рекламных агентствах.
С 2008 по 2012 год жила в Манчестере, Ливерпуле, Лондоне, Афинах.

В 2016 году окончила сценарный факультет Московской школы нового кино (МШНК). 
«Сценарий — это придумывание ситуации и нахождение её визуального решения, а проза — это ещё и слова, и слова должны быть красивыми». — Евгения Некрасова 
В 2018- 2019 годах преподавала сценарное мастерство на режиссёрском факультете МШНК.
Читает лекции по сценарному мастерству.
В 2019 году совместно с Татьяной Новосёловой, Оксаной Васякиной, Алесей Атрощенко, Евгенией Вежлян и Дарьей Серенко создала школу «Школу литературных практик», в которой Некрасова курирует мастерскую прозы.
Некрасова начала писать прозу и сценарии в 2011 году. Её рассказы и повести печаталась в толстых литературных журналах — «Урал», «Знамя», «Волга», «Новый мир», сценарии в «Искусстве кино».
В 2017 году её сборник прозы «Несчастливая Москва» удостоен второй премии для молодых поэтов и писателей «Лицей».
В 2018 году книга Некрасовой «Калечина-Малечина», рассказывающая о девочке, которой Кикимора помогает пережить домашний и школьный абьюз, была опубликована в Редакции Елены Шубиной, как и две последующие книги «Сестромам. О тех, кто будет маяться» и сборник рассказов, поэм и повестей «Домовая любовь».
В 2019 году «Калечина-Малечина» попала в шорт-листы премий «НОС», «Национальный бестселлер», «Большая книга», «Фикшн 35», длинные списки премии имени Аркадия и Бориса Стругацких и премии «Ясная Поляна» . Роман был поставлен в 2020 году в Мастерской Крикливого и Панкова в Новосибирске и Катей Коробельник в Центре имени Вс. Мейерхольда в Москве.
Летом 2019 года Некрасова провела месяц в музее-резиденции «Арткоммуналка. Ерофеев и другие» (Коломна, Московская область), по итогам пребывания в которой она написала поэму «Музей московского мусора». (впервые была напечатана в журнале «Незнание», вошла в сборник «Домовая любовь»).
В сборник рассказов и повестей «Сестромам. О тех, кто будет маяться» попали тексты писательницы за 8 лет. Он является своеобразной лабораторией Некрасовой по поиску нового языка и одновременно исследованием меняющейся постсоветской семьи. Книга «Сестромам. О тех, кто будет маяться» вошла в шорт-лист премии «Нос» в 2020 году.
Повесть «Несчастливая Москв» из цикла «Сестромам» была поставлена в театре «Практика» режиссёром Марины Брусникиной при участии актрис Мастерской Брусникина.
Рассказ «Лакшми» из «Сестромам» был экранизирован режиссёром Екатериной Скакун (короткометражный фильм «Руки»).
Рассказ «Маковые братья» из сборника «Сестромам» вышел в сентябре 2021 года на латышском языке в журнале «Domuzīme».
В 2019 году Сборник рассказов и повестей «Сестромам. О тех, кто будет маяться» принял участие в акции Центральной Универсальной Научной Библиотеки им. Н. Некрасова «практикичтения» в Стамбуле с художницей Еленой Семягиной.
Роман «Калечина-Малечина» переведен на итальянский и латышский языки.
Сборник рассказов и повестей «Сестромам. О тех, кто будет маяться» попал в длинный список премии «Национальный бестселлер» в 2020 году.
Летом 2021 года на цифровой платформе Букмейт был опубликован роман Некрасовой «Кожа» в формате книжного сериала. В нём рассказывается о русской крепостной Домне и американской рабыне Хоуп, которые случайно встречаются и меняются кожей. Эпизоды романа выходили одновременно в текстовом виде и аудио в исполнении актрисы Анастасии Великородной. Саундтрек к «Коже» записал дуэт «Аигел». К началу 2022 года роман «Кожа» будет опубликован книгой издательством Попкорнбукс.
В начале осени 2021 в редакции Елены Шубиной вышел сборник рассказов, поэм и повестей «Домовая любовь» о преодолении одиночества и сломе установок; своего рода художественное исследование дома и семьи. Как и в предыдущих книгах, в изображение российской повседневности встроены фольклорные мотивы.

## Список сценарных публикаций
- «Смерти нет, или Меня зовут Алексей Монахов», Искусство кино, N11, 2014
- «Vipera Renardi», Искусство кино, N7, 2015
- «Не отсюда», Искусство кино, N7, 2016

## Постановки
2019 Спектакль-хоррор по роману Евгении Некрасовой Режиссёр Алексей Крикливый Мастерская Крикливого и Панькова (Новосибирск)
2020 — «Калечина-Малечина», спектакль по одноимённому роману, режиссёр Екатерина Корабельник, Центр им. Всеволода Мейерхольда (Москва)
2021 — «Сестромам», спектакль по одноимённому рассказу, режиссёр Наталья Пантелеева, народный театр-студия «Новая сцена» (Переславь-Залесский)
2021 — «В кольцах», спектакль по повести Некрасовой «Несчастливая Москва», режиссёр Марина Брусникина, театр Практика (Москва)
2021 — «Музей московского мусора», спектакль по одноимённой поэме, режиссёр Марина Перелешина, «Активный театр» (Москва)
2022 —«Кумуткан»по одноимённому рассказу из сборника «Домовая любовь», реж. Светлана Землякова, пространство «Внутри» (Москва)
2023 — «Калечина-Малечина», спектакль по одноимённому роману, режиссёр Сойжин Жамбалова, «Няганский театр юного зрителя» (Нягань, Ханты-Мансийский автономный округ–Югра)

## Список журнальных публикаций
- Урал № 4 за 2014 г. Супергерой Рассказы
- Знамя № 1 за 2015 г. Сестромам Рассказ
- Знамя № 3 за 2016 г. Молодильные яблоки Повесть
- Волга № 7-8 за 2016 г. Ложь-молодежь Повести-близнецы
- Новый Мир № 1 за 2017 г. Начало рассказы
- Волга № 5-6 за 2017 г. Несчастливая Москва Комедия в 7 действиях
- Традиция & Авангард № 2, 2019 Маковые братья рассказ
- Ф-письмо, syg.ma, 09 апреля 2019 Варсан Шайр. Дом перевод с английского поэмы и стихотворений
- Esquire, июль, 2019 Пиратская песня рассказ
- Дружба Народов, номер 11, 2019 Было облачно эссе
- Вестник Европы, номер 52, 2019 Сила мечты рассказ
- Незнание, номер 1, 2019 Музей московского мусора поэма, первая часть
- Незнание, номер 2, 2020 Музей московского мусора поэма, вторая часть
- Esquire, июль, 2020, Домовая любовь, поэма
- Esquire, август, 2021, Хозяйка цеха «Цветок», поэма
- Книги у моря, август, 2021, Молодые руины, повесть

## Премии
- 2014 «Сестромам» (пьеса) — финал фестиваля молодой драматургии «Любимовка»
- 2017 «Несчастливая Москва» (цикл прозы) — премия «Лицей» в номинации проза, 2-е место
- 2021 «Звёздный билет»
- 2022 «Странник/НОС» за  роман «Кожа»[32]

### Номинации
- 2015 «Смерти нет, или Меня зовут Алексей Монахов» (сценарий) — лонг-лист фестиваля молодой драматургии «Любимовка»
- 2015 «Калечина-Малечина» (сценарий) — лонг-лист конкурса «Первая читка» в рамках Х Фестиваля им. А. Володина[33]
- 2018 «Калечина-Малечина» (роман) — короткий список премий НОС (2018),
- 2019 «Калечина-Малечина» (роман) — короткий список «Национальный бестселлер»,
- 2019 «Калечина-Малечина» (роман) — короткий список «Большая книга» (2019),
- 2019 «Калечина-Малечина» (роман) — длинный список премии «АБС» (2019),
- 2019 «Калечина-Малечина» (роман) — длинный список премии «Ясная Поляна»
- 2019 «Калечина-Малечина» (роман) — шорт-лист премии «Фикшн 35» Владимира Панкратова
- 2020 «Сестромам. О тех, кто будет маяться» (рассказы, повести) — длинный список премии «Национальный бестселлер»
- 2020 «Сестромам. О тех, кто будет маяться» (рассказы, повести) — шорт-лист премии «Фикшн 35»
- 2020 «Сестромам. О тех, кто будет маяться» (рассказы, повести) — шорт-лист премии «Нос»

## Оценка творчества
«Художественная проза все неотвратимее хочет походить на сценарии. Евгения Некрасова работает и экспериментирует именно с языком, возвращая слову его академическую сущность» — Майя Кучерская
Некрасова, которую книжный мир в прошлом году неожиданно единодушно полюбил («Калечина-Малечина» вошла сразу во все шорт-листы, хотя нигде не победила), в 2019 году выпустила сборник рассказов, который как будто никто не обсуждает: рассказы у нас как‑то не в чести. Обсуждать, однако же, есть что — «Сестромам» при всей своей разнобокости и разноголосости обнаруживает цельность и в темах, и в языке, и во внимательном отношении автора к героям. Повествование катится-колошматится от одной истории про мающихся людей к другой, англо-русский волапюк почти без швов стыкуется с поэтическим языком заговоров, и хотя надежды в этих историях немного («А всем, кто дальше — за МКАД — тому только пропадать»), вера в то, что не вечно нам маяться, есть. — Егор Михайлов 
Понятно, почему Шубина обратила внимание на эту вещь: она специалист по Платонову, а Некрасова — его прямая наследница, не в смысле стиля (тут возможно было бы только эпигонство, и его нет), а в смысле вот этой платоновской тоски, наполняющей мир. Как Пелевин в свое время принес в прозу элегическую вечернюю печаль спальных районов, так Некрасова уловила вещество московских окраин и пригородов, обшарпанных, неустроенных, когда-то чего-то ожидавших и теперь застывших, потому что они никогда и ничего не дождутся. — Дмитрий Быков
Книжные обозреватели отмечают тяготение писательницы к фольклорным мотивам, сравнивают её стиль со стилем Алексея Ремизова, Андрея Платонова и Павла Пепперштейна, пытаются найти главный объединяющий мотив в рассказах, собранных под этой обложкой, а заодно отмечают атмосферу обыденного ужаса, пронизывающую тексты от начала до конца. Странно, что пока ни разу не прозвучало слово «хоррор» и сравнение со Стивеном Кингом — надо полагать, это дело ближайшего будущего. — Василий Владимирский 
Изощренный вкус, страсть к эксперименту, смелое обращение с образами масскульта и фольклорным материалом, а главное, попытка создать мифопоэтику сегодняшнего дня — такая оптика позволяет сравнивать Евгению Некрасову с Павлом Пеперштейном, автором культового постмодернистского романа «Мифогенная любовь каст». Но если автор «МЛК» намеренно избегает нравственных оценок, — одно из ключевых понятий его философского дискурса «диета» — «ди-этическое» созерцание, — то Некрасова едва ли стремится к метапозиции. Бесприютность описываемого мира бьет наотмашь. Читатель ловит себя на мысли, что сочувствует не только двоечнице Кате (что вполне нормально, она затравленный ребёнок), но и кикиморе Калечине, и залетающему ночами на кусок тортика Сестромаму, и уморившей её равнодушием Анечке, и даже дубоватому охраннику Павлову, герою одноимённого рассказа, уважавшему дорогие авто и презиравшему «младших по званию», к примеру, жену и сына («ну, пнул его пару раз, плохо учится, щенок, перечит») — из дубоватого секьюрити, «как созревший ребёнок», вылезало чувство вины. По всем канонам нового реализма, персонаж, катящийся по наклонной плоскости, не должен был вызывать сочувствия, но почему-то героям Некрасовой мы сопереживаем. — Дарья Ефремова
Цитировать хочется безостановочными кусками, и хотя кто-то наверняка заведет про фольклорную ремизовскую избыточность и платоновскую косность, у Некрасовой, без сомнения, есть собственный голос — а как с помощью него голосит её проза, вы и сами видите. Может быть, не всегда приятное, но необходимое чтение — и отличный пример того, как малая проза умеет говорить о современной нам боли куда более внятно, чем большинство толстых романов. — Андрей Мягков

## Цитаты
- Надоели книги про уставших мужчин, которые все время пьют[40].
- «Женская проза» перестала быть «женской» и стала просто прозой. Большой, качественной.
- Американские авторы хорошо понимают свою повседневность и достоверно её передают. Читайте американских авторов. Мы очень похожи: большая страна и много проблем.
- Если человек хочет писать и может это делать, то он как-то находит тему, которая его волнует, мучает. И потом выясняется, что она волнует и других людей.
- Литературное письмо — это абсолютно бескрайняя свобода, это такое путешествие, которое ты начинаешь[41].